# 비셰그라드 왕궁

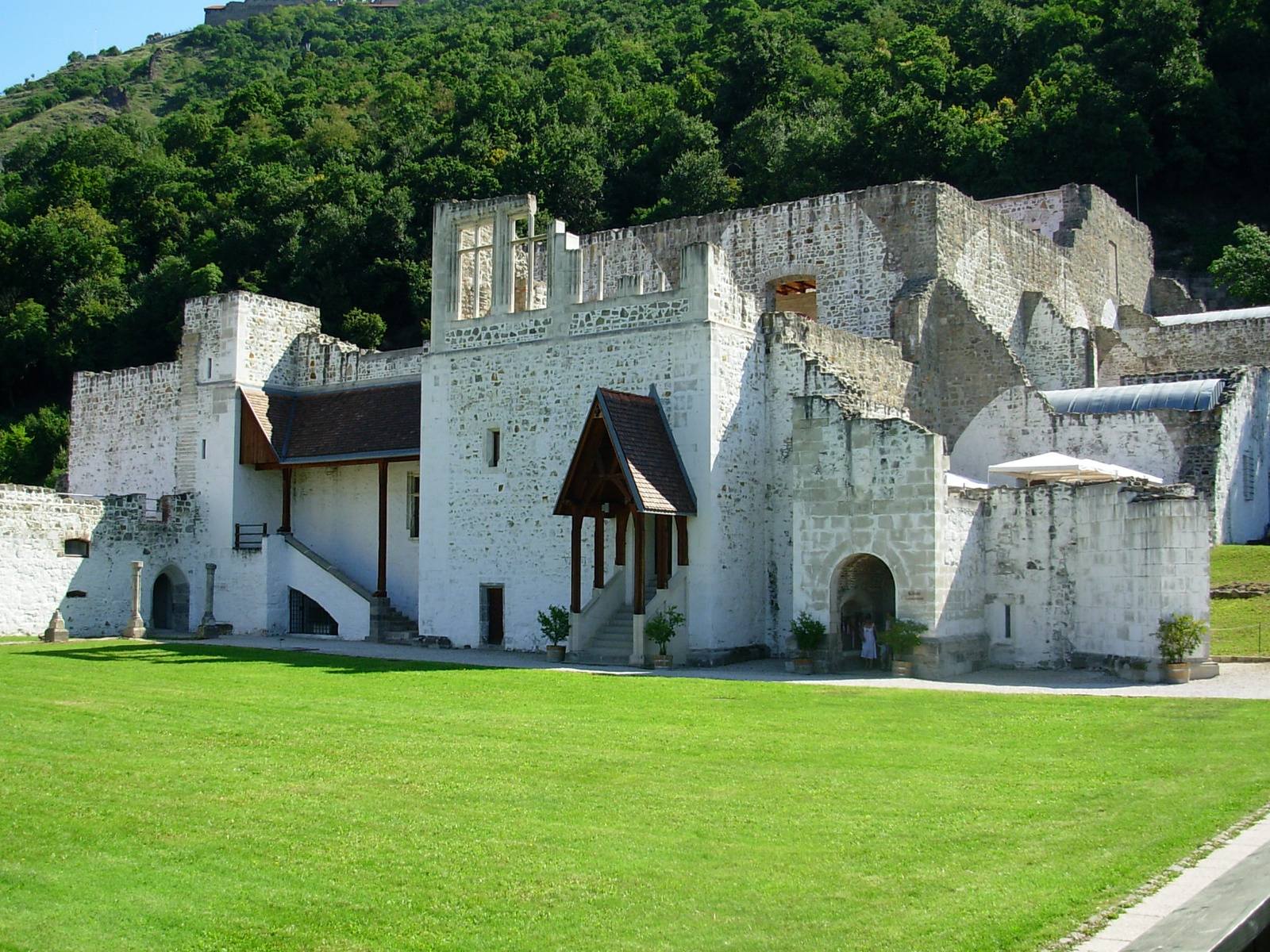
비셰그라드 왕궁

비셰그라드 왕궁(헝가리어: Királyi palota)은 헝가리 페슈트주 비셰그라드에 있는 궁전이다. 14세기에서 15세기 사이에 지어진 건물 단지로, 중세 헝가리 왕국 통치자들의 거주지였으며, 처음에는 영구 거주지로 사용되었으나, 이후에는 오스만령 헝가리 때까지 별장으로 사용되었다. 이 건물은 현재 헝가리 국립박물관의 마티아스 국왕 박물관으로 쓰이고 있다.